# NGC 5777
NGC 5777 est une vaste galaxie spirale vue par la tranche et située dans la constellation du Dragon. Sa vitesse par rapport au fond diffus cosmologique est de 2 210 ± 5 km/s, ce qui correspond à une distance de Hubble de 32,6 ± 2,3 Mpc (∼106 millions d'al). NGC 5777 a été découverte par l'astronome germano-britannique William Herschel en 1789.
La classe de luminosité de NGC 5777 est II et elle présente une large raie HI. C'est aussi une galaxie active à raies d’émissions optiques étroites(NLAGN).
À ce jour, neuf mesures non basées sur le décalage vers le rouge (redshift) donnent une distance de 44,289 ± 8,577 Mpc (∼144 millions d'al), ce qui est tout juste à l'intérieur des valeurs de la distance de Hubble. Notons cependant que c'est avec la valeur moyenne des mesures indépendantes, lorsqu'elles existent, que la base de données NASA/IPAC calcule le diamètre d'une galaxie et qu'en conséquence le diamètre de NGC 5777 pourrait être d'environ 35,7 kpc (∼116 000 al) si on utilisait la distance de Hubble pour le calculer.